# Just Jaeckin
Just Jaeckin (Vichy, 1940. augusztus 8. – 2022. szeptember 6.) francia szobrászművész, fotóművész, forgatókönyvíró és filmrendező. 1974 és 1984 között forgatott erotikus témájú játékfilmjei világszerte nagy sikert arattak, bár kritikai fogadtatásuk eléggé vegyes volt.

## Szobrász és fotós
Just Jaeckin a képzőművészet felől érkezett a filmvilágba. 1966 és 1972 között szobrokat készített, melyeket a párizsi Galerie Stadlerben állítottak ki. Tevékenységi körét azonban hamar kiszélesítette. Divatfotográfusként dolgozott olyan elismert magazinok számára, mint a Vogue, az Elle, a Marie-Claire, a Sunday Times, a Queen és a Harper’s Bazaar. Portréihoz olyan hírességek álltak modellt, mint Jane Fonda, Brigitte Bardot, Catherine Deneuve, Twiggy, Ursula Andress, Carole Bouquet, Marie Laforêt és Serge Gainsbourg.

## Emmanuelle

Emmanuelle (Sylvia Kristel)

1974-ben kapott először lehetőséget játékfilm készítésére. Emmanuelle Arsan (írói álnév) 1957-ben publikált, állítólag javarészt önéletrajzi regényét, az Emmanuelle-t filmesítette meg. A női főszerepre kiválasztott volt fotómodell, Sylvia Kristel a címszereplő megformálásával világhírnévre tett szert, s a '70-es évek egyik legnépszerűbb szexbálványa lett. Az Emmanuelle (1974) azonban több volt, mint mohó, kéjsóvár férfiszemek kielégítését szolgáló mozgókép. Hősnője a szexuális emancipáció női élharcosa, aki bátran vállalja a szexben a kezdeményező szerepet, s nem gátolják a társadalmi tabuk. Jaeckin alkotása két évvel előzte meg Nagisa Oshima Az érzékek birodalma (1976) című remekművét, amely a szexualitást ugyancsak a nő oldaláról ábrázolta: ez akkoriban még új nézőpont volt a filmerotika világában. Bár mondanivalóját illetően az Emmanuelle nemigen lép túl a közhelyeken, Jaeckin tagadhatatlan vizuális igényességgel álmodta filmvászonra Arsan ponyváját, lényegében új stílust teremtett a mozgóképes erotika frontján. A világsikerben persze oroszlánrésze volt Pierre Bachelet azonos című slágerének is, amely ma már az örökzöld melódiák közé tartozik: „Mélodie d’amour chantait le cœur d’Emmanuelle / Qui bat cœur à corps perdu / Mélodie d’amour chantait le corps d’Emmanuelle / Qui vit corps à cœur déçu…”

## O és mások története

O története (Udo Kier és Corinne Cléry)

A sikeren felbuzdulva Jaeckin egy újabb világhírű regényt, Pauline Réage (megint egy írói álnév!) O története című klasszikusát filmesítette meg. (A forgatókönyv az ismert bestselleríró, Sébastien Japrisot munkája.) Az önként vállalt szexuális rabszolgaság mozgóképes elbeszéléséhez azonban már nem igazán illett Jaeckin esztétizáló stílusa, mindenekelőtt azért, mert Réage regénye már fajsúlyosabb olvasmány, mint Arsané: másféle, elmélyültebb megközelítést igényel. További művészi problémát jelentett a nem megfelelő főszereplő személye. Míg az Emmanuelle-t megformáló Sylvia Kristel lényének nyugtalanító, megközelíthetetlenséget és romlottságot egyaránt árasztó kettősségével enigmatikus jelenségként hatott korlátozott színészi képességei ellenére is, addig az O-t alakító Corinne Cléryből hiányzott az egyéniség varázsa, s jellemábrázolói tehetsége csupán átlagosnak mondható. Mai szemmel nézve érthetetlen, miért volt 25 évig tiltott film az O története (1975) Angliában.
Megtörtént szexbotrány ihlette a Madame Claude (1977) című filmet. A címszereplő hölgy luxusprostituált-hálózatot üzemeltetett, amely a legmagasabb körök igényeit elégítette ki hölgyekkel, sőt esetenként urakkal is. Mivel a valódi botrány kapcsán Alain Delon neve is felmerült, mindenképpen kuriózum, hogy a film egyik kisebb szerepét Delon jó barátja, Maurice Ronet alakítja. Jaeckin egyébként annyira elégedett volt az Elizabeth szerepét játszó Dayle Haddonnal, hogy rábízta következő munkája, a Le Dernier amant romantique (Az utolsó romantikus szerető, 1978) női főszerepét. (Mellesleg azt a szereplőt ugyancsak Elisabethnek hívták.) A romantikus produkció egy életunt asszony és egy oroszlánszelídítő egymásra találását meséli el. 1979-ben Jaeckin megrendezte a 3 rövid  történetből álló Collections privées (Magángyűjtemények) egyik epizódját. E vállalkozás érdekessége, hogy részt vett benne a filmerotika Jaeckinnél jelentősebb mestere, a lengyel Walerian Borowczyk és a japán Shuji Terayama is. Érdemes megemlíteni még, hogy Jaeckin epizódjában Laura Gemser játszotta a főszerepet, aki az ún. Fekete Emmanuelle-széria (Black Emmanuelle) női főszereplője volt.

Lady Chatterley szeretője (Sylvia Kristel és Nicholas Clay)

Három, a felnőtt életet éppen csak most kóstolgató lány életébe nyújt bepillantást a Girls (1980), melyben a rendező egy kicsiny szerepet magára osztott. A lányok egyikét az akkoriban még alig ismert Anne Parillaud alakítja, a szereposztásban pedig egykori hazánkfia, Szabó László is megtalálható. Jaeckin régi vágya volt elkészíteni D. H. Lawrence híres-hírhedt regénye, a Lady Chatterley szeretője filmváltozatát, mivel a korábbi, 1955-ös moziverzió – nem csak szerinte – erősen „megszelídítette” az irodalmi művet. Sajnos azonban a Lady Chatterley szeretője (1981) sem lett több egy esztétikusan fényképezett erotikus filmnél, amely romantikus sztorivá egyszerűsítette Lawrence regényét, szinte teljesen mellőzve annak filozófiai-társadalomkritikai elemeit. A főszerepeket Jaeckin Sylvia Kristelre és Nicholas Clayre bízta, akik előnyös megjelenésük okán tökéletesen alkalmasak voltak a rendezői koncepció képviseletére, ám sokan egészen másmilyennek képzelték el Lawrence szereplőit. A Cannon cég támogatásával készült film mindenesetre jövedelmezőnek bizonyult, ahol csak bemutatták, beleértve hazánkat is. Mintha csak az O története (a filmváltozatnál is) kommerszebb variációja lenne a Gwendoline (1984), amely John Willie képregénye alapján készült. Ezzel a gyengécske alkotással búcsúzott Jaeckin a filmvilágtól. Feleségével közösen egy galériát tartott fenn, ahol folyamatosan kiállították munkáikat. 40 années de polaroids címmel albumot adott ki a fotóiból, 2006 legelején pedig Tout Just címmel megjelent önéletrajzi kötete is.

## Filmjei
- 1974: Emmanuelle
- 1975: O története (Histoire d’O)
- 1977: Madame Claude
- 1978: Le Dernier amant romantique (forgatókönyvíró is)
- 1979: Collections privées (a L’île aux sirènes című epizód)
- 1980: Girls (forgatókönyvíró és színész is)
- 1981: Lady Chatterley szeretője (Lady Chatterley’s Lover) (forgatókönyvíró is)
- 1981: Salut champion (tévésorozat, a Formule 1 és a Moto story című epizódok)
- 1984: Gwendoline (forgatókönyvíró is)